# Wildest Dreams (låt av Brandy Norwood)
"Wildest Dreams" är en låt framförd av den amerikanska sångaren Brandy Norwood. Den skrevs av Sean Garrett, Justin Henderson och Christoper Whitacre. Musiken skapades av The Bizness. Låten spelades in till Norwoods sjätte studioalbum Two Eleven (2012). "Wildest Dreams" är en samtida R&B-produktion i midtempo som utgörs av en kraftig basgång, piano och flöjt. Textinnehållet är självbiografiskt och beskriver Brandys relation med pojkvännen och musikförläggaren Ryan Press. Låten hade premiär på soundcloud den 21 augusti 2012 och gavs ut som skivans andra och sista singel. Den möjliggjordes för digital nedladdning på Itunes och Amazon den 27 augusti 2012. 
Vid utgivningen mottog låten positiv kritik av musikrecensenter. Den beskrevs som "nostalgisk" och som en påminnelse om Norwoods musik på 1990-talet. Hon uppträdde med låten live på TV-galan Black Girls Rock som sändes på BET den 4 december 2012. På nyårsafton år 2012 framförde hon låten i det årliga programmet Dick Clark's New Year's Rockin' Eve som sändes på ABC. "Wildest Dreams" noterades som högst på plats 68 på den amerikanska R&B-listan Hot R&B/Hip-Hop Songs. Den nådde plats 19 på Sydkoreas officiella singellista Gaon Chart den 2 september 2012. Musikvideon till singeln regisserades av Matthew Rolston och filmades den 11 oktober 2012. Videon nådde förstaplatsen på 106 & Parks videotopplista.

## Bakgrund och utgivning
"Wildest Dreams" valdes ut som den andra singeln från Two Eleven och detta meddelades under förhandsspelningen av skivan vid Germano Studios i Manhattan. Tidigare hade Brandy velat ge ut "Without You" som skivans andra singel medan RCA förespråkade "So Sick". Låten hade världspremiär den 21 augusti 2012. Den gavs ut för digital nedladdning den 28 augusti 2012 och skickades till radioformatet Urban AC den 11 september samma år.

## Inspelning och komposition

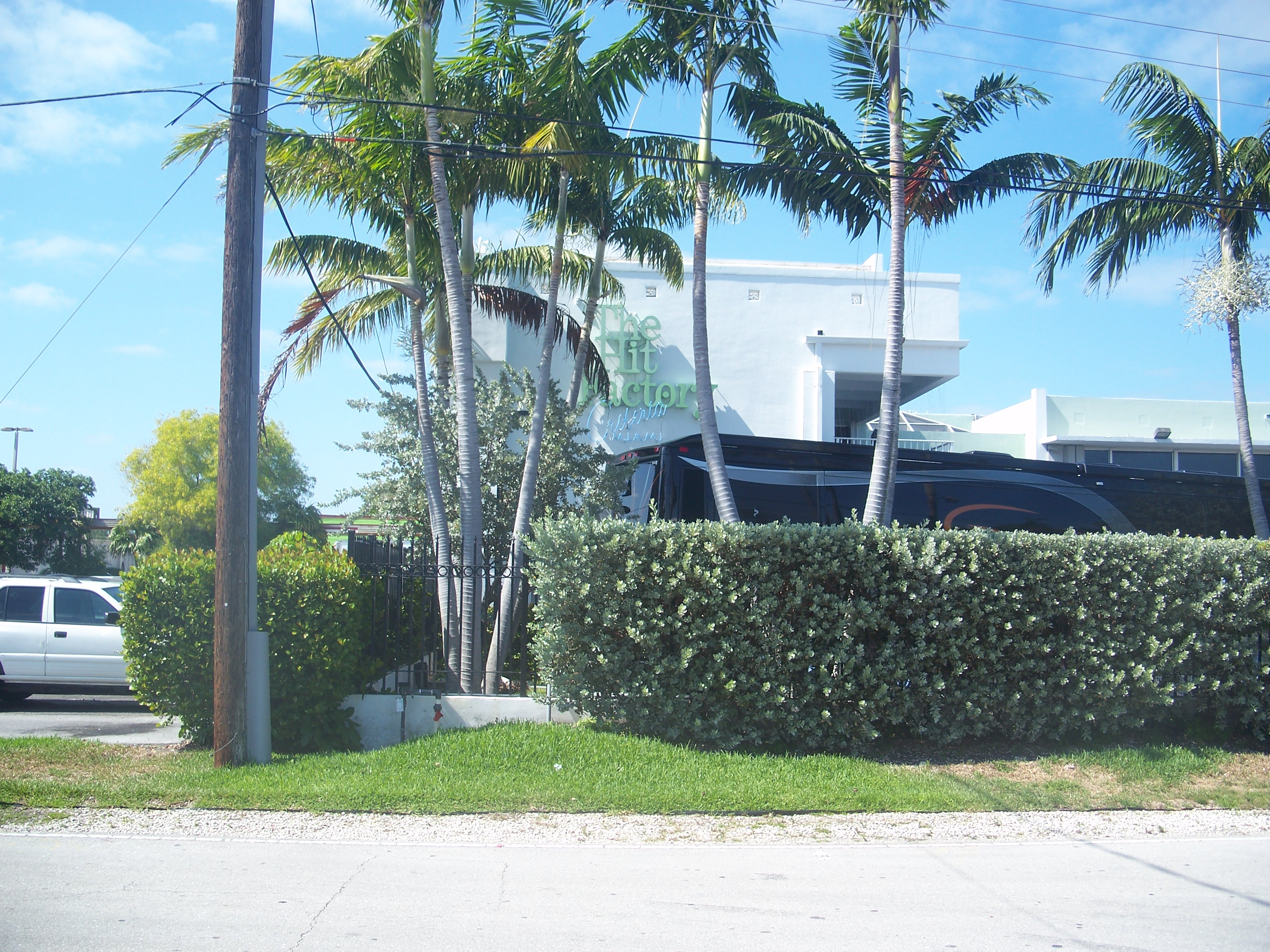
"Wildest Dreams" spelades delvis in vid Hit Factory i Miami, Florida.

"Wildest Dreams" är en samtida R&B-låt i midtempo, skriven av Sean Garrett, Dakari Brown, Justin Henderson och Christoper Whitacre. Musiken skapades de två sistnämnda, bättre kända som produktionsduon Tha Bizness. Den spelades in av Mike Miller och Conrad Golding vid Westlake Recording Studios i Los Angeles och vid Hit Factory Criteria i Miami, Florida. Låten ljudmixades av Jaycen Jushua med assistans av Trehy Harris vid Larrabee Sound Studios i North Hollywood, Kalifornien. Norwood beskrev den som en "90-tals låt från 2012". Den innehåller starka associationer till kärlek och låttexten cirkulerar kring en nyförälskelse där framföraren blir älskad på ett sätt som denne inte trodde var möjligt. I en intervju om innehållet sa sångerskan: "Den handlar om kärlek. Den handlar om att falla för någon och det verkar nästan för bra för att vara sant. Det är i midtempo." MTV beskrev låten som en återkoppling till "klassisk R&B" med en "avslappnad" ton. Steven J. Horrowitz från Rolling Stone skrev att låten hade "dunkande" basgång och var "melodiös".
"Wildest Dreams" börjar med ett intro där Brandy harmoniserar. I de första verserna sjunger Brandy: "You came in my life and helped me heal/ Just in the nick of time/ When I lacked the will to keep on moving on". Låttiteln hämtas från de återkommande verserna: "Never in my wildest dreams/ Did I think someone could care about me". Under låtens gång nämner Norwood sig själv i versen "I think about the years I spent saying this is all I want/ Just wanted someone real to love me for me, me/ Just Brandy". MTV jämförde låten med Norwoods tidigare singlar så som "Full Moon" (2002) och "Right Here (Departed)" (2008). "Wildest Dreams" var en av nio låtar som Garrett skrev till skivan.
| ”                                                     | Jag återkopplade med Ryan - vi hade träffats tidigare - och vi blev kära. Låten är egentligen om mig som tänker 'Wow. Jag kan inte fatta att det här verkligen händer.' Han älskar alla mina sidor. Han älskar alla mina brister. Han accepterar mig för den jag är. Han är grym. Jag ser honom för den han är också. | „ |
| – Brandy berättar om låtens handling och sin pojkvän. | |   |

## Mottagande och kommersiell prestation
Mark Edward från About.com ansåg att låten var "en av skivans höjdpunkter". Han ansåg att den var "stark och sårbar på samma gång, något som också kan sägas om resten av skivan." Andrew Chan, skribent för Slant Magazine skrev: "Skivan börjar med ett hårda, nostalgiska beats som ställer två bekanta Brandy mot varandra. Den delen som vi känner igen är den Brandy vars mjuka harmonier letar sig över kalla och futuristiska industrilandskap, likt stilen på hennes Full Moon-album." Han ansåg att låtens verser "överraskar med en rå, nästan skrovlig rasp som komplimenterar den vinylsprakande loop som hörs i bakgrunden." Jenna Hally Rubenstein MTV News imponerades av "Wildest Dreams" och prisade Norwoods "färska" sång, låtens melodier och romantiken i texten. Allmusic, Rap-Up och USA Today rankade låten bland deras favoriter på skivan.
Fredrik Thorén från den svenska tidskriften Gaffa började sin recension av Two Eleven med en inblick i genren R&B och skrev: "R'n'b är perfekt för dagens kultur: leken med rytmer, textraderna som först handlar om saknad och sedan hur mycket bättre man egentligen är än den som lämnade en. R'n'b kan gå sakta, det kan gå snabbt, det är öppet för samplingar och rap." Thorén förhöll sig positiv till Brandys skiva och "Wildest Dreams" och avslutade sin recension med att skriva: "Om man hört en av årets bästa singlar, 'Wildest Dreams', vet man att mycket handlar om de fina textraderna om att våga tro på kärleken igen."
"Wildest Dreams" klättrade som högst till plats 68 på Billboards Hot R&B/Hip-Hop Songs den 13 oktober 2012. Första gången låten noterades på listan var på plats 93 den 21 september 2012. Med en försäljning på 8.837 exemplar nådde "Wildest Dreams" plats 19 på Sydkoreas officiella singellista Gaon Chart den 2 september 2012.

## Musikvideo

### Bakgrund
Musikvideon till "Wildest Dreams" regisserades av Matthew Rolston, vilket blev hans tredje samarbete med Norwood. De hade tidigare jobbat på videor till "Best Friend" (1995) och "Afrodisiac" (2004). På sin officiella twitter-sida bekräftade Norwood att videon filmades i Los Angeles, Kalifornien, den 11 oktober 2012. Koreografin skapades av Frank Gatson, som även skapade koreografin till sångerskans föregående musikvideo "Put It Down". En 30 sekunders trailer av videon visades på BET:s 106 & Park den 16 oktober 2012. Hela videon hade premiär den 2 november 2012. Videon nådde förstaplatsen på 106 & Parks videotopplista vilket blev Norwoods andra musikvideo att ta sig till förstaplatsen under året.

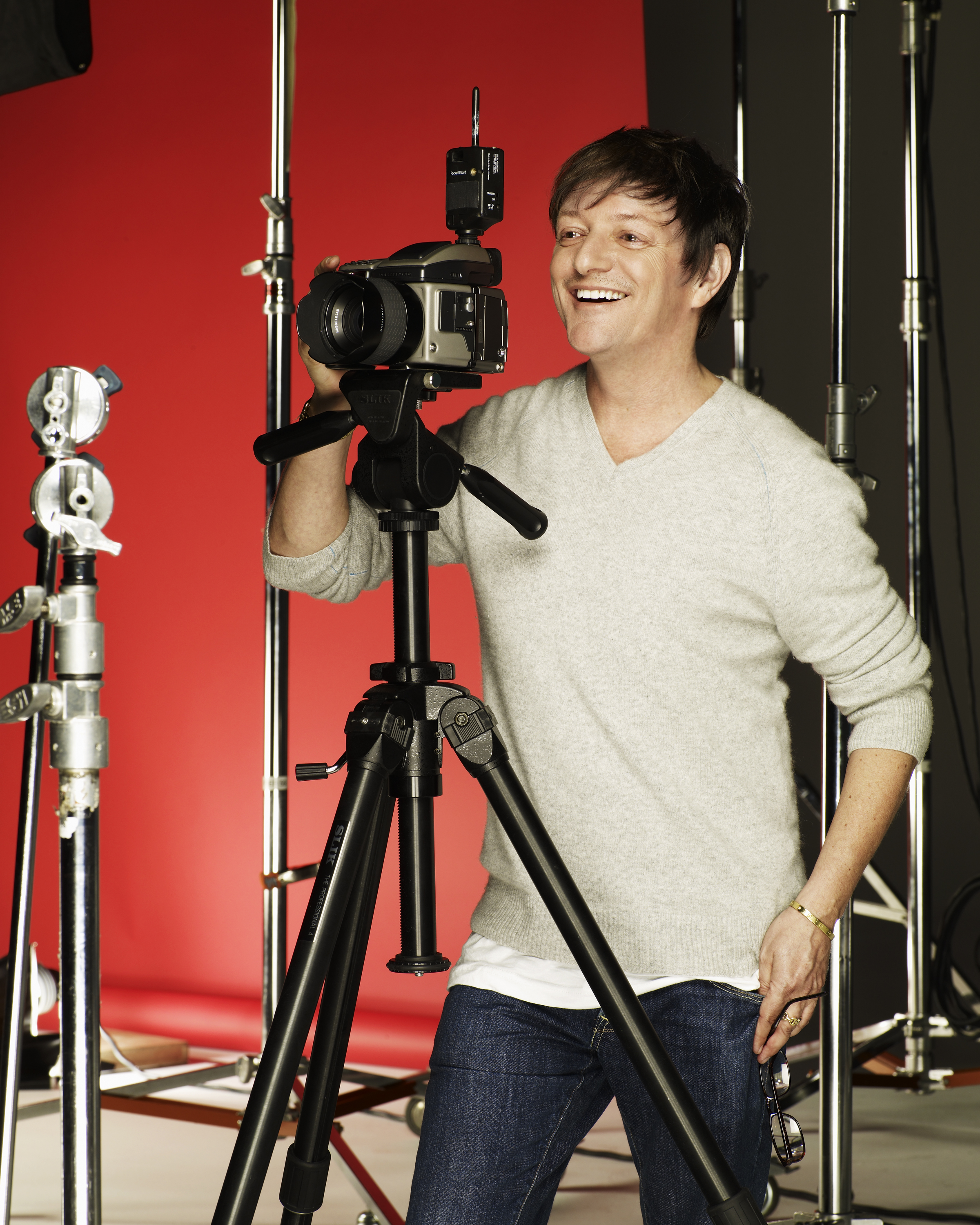
Musikvideon till "Wildest Dreams" regisserades av Matthew Rolston.

"Wildest Dreams" är handlingslös och visar sångerskan framföra låten på scen som är belägen i en övergiven industrilokal. Norwood sjunger och dansar tillsammans med tre bakgrundsdansare. Under videons gång visas även sekvenser i svart-vitt där sångerskan bär hängselbyxor. I andra scener syns hon bära korta jeansbyxor med röda, högklackade stövlar.

### Mottagande
Musikvideon bemöttes med mestadels positiv kritik från recensenter. Keenan Higgins vid Vibe Magazine skrev att videon kändes som ett firande till Two Elevens framgångar och skrev: "Det är definitivt härligt att se Brandy tillbaka och att hon dessutom gör det som om det vore år 1998 igen." Melinda Newman, skribent för HitFix ansåg att Norwood införde "lite av den gamla 'old school R&B:n' i videon". Hon ifrågasatte dock varför huvudfokuset inte låg på något annat än "sångerskans långa ben". Hon klargjorde dock att videon ändå var "sexig utan att gå över gränsen". Sam Lansky vid Idolator noterade att Norwood "höll videon simpel" och uppskattade sångerskans koreografi: "De korta shortsen gör att hon ser ut att bestå av 80% ben och hon visar att hon fortfarande kan använda dem. Videon är stilren och elegant. Trots galet stor konkurrens visar Norwood att hon fortfarande gör R&B bättre än någon annan." Skribenten Shirea L. Carroll vid tidskriften Juicy Magazine skrev att videon var fylld med Beyonce-liknande danssteg" vilket gav prov på att Norwood "vet hur man gör 90-tals R&B modernt". Bloggaren Perez Hilton skrev att videon var "sprättig" och får tittaren att göra motsatt ansiktsuttryck till att rynka pannan.

## Liveframträdanden
I samband med utgivningen av Two Eleven framförde Norwood "Wildest Dreams" under flera TV-sända program. Den 16 oktober 2012 framförde hon låten vid BET:s 106 & Park iklädd röda tights och en svart t-shirt. Hon utförde koreografi med ytterligare två bakgrundsdansare. Ett liknande uppträdande ägde rum när sångerskan gästade The Wendy Williams Show den 19 oktober 2012. Under numret bar hon en svart body och högklackade stövlar. Den 4 december 2012 sjöng hon låten vid BET:s årliga gala Black Girls Rock som sändes från Paradise Theater i New York. Under numret bar hon jeansshorts och en svart, transparent blus. Norwood och hennes bakgrundsdansare uppenbarade sig när en av scenens väggar förflyttades i sidled. Sångerskan utförde dansrutiner och sjöng senare låten vid ett mikrofonställ innan hon, i slutet av låten, dansade på teaterns catwalk. BET beskrev uppträdandet som "oförglömligt".
Norwood framförde låten vid ABC:s nyårsgala Dick Clark's New Year's Rockin' Eve den 31 december 2012. I en intervju med Jonathan Brooks innan galan sa sångerskan: "Det kommer att vara sexigt, och med danskoreografi. Jag går in för att ge järnet och sjunga från hjärtat." Numret introducerades av Fergie och framfördes med två bakgrundsdansare. Sångerskan var iklädd en vit, kort klänning i läder från designern Esteban Cortozar, vilken kompletterades av  knähöga, ormmönstrade klackstövlar från Tom Ford. Andra artister som uppträdde var Carly Rae Jepsen, Justin Bieber, Psy och Taylor Swift. Norwood var kvällens enda R&B-akt. Den årliga specialen sågs av 13,3 miljoner amerikaner och blev därmed de högsta tittarsiffrorna för bolaget sedan år 2000.

## Format och låtlista
| 1. | Wildest Dreams | 4:28 |

## Medverkande
- Låtskrivare – Sean Garrett, Justin Henderson, Christoper Whitacre
- Produktion – Tha Bizeness, Sean Garrett
- Ljudmixning – Jaycen Joshuaby, Trehy Harris
- Inspelning – Mike "Snotty" Miller, Conrad Golding
- Mastering – Dave Kutch

## Topplistor
| Lista (2012)                            | Topplacering |
| --------------------------------------- | ------------ |
| Sydkorea (Gaon Chart)                   | 19           |
| USA (Billboard Hot R&B/Hip-Hop Airplay) | 44           |
| USA (Billboard Hot R&B/Hip-Hop Songs)   | 68           |

## Utgivningshistorik
| Region          | Datum             | Format              | Skivbolag                |
| --------------- | ----------------- | ------------------- | ------------------------ |
| Internationellt | 21 augusti 2012   | Premiär             | Chameleon, RCA Records   |
| USA             | 28 augusti 2012   | Digital nedladdning | Chameleon, RCA Records   |
| Tyskland        | 31 augusti 2012   | Digital nedladdning | Sony Music Entertainment |
| USA             | 11 september 2012 | Adult Contemporary  | Chameleon, RCA           |